# Present del subjuntiu (català)
El subjuntiu present o present del subjuntiu en català és un temps verbal que s'oposa del seu homòleg de l'indicatiu. Aquest és un mode verbal que expressa el temps actual i real mentre que el subjuntiu expressa el fet pensat i el fet imaginat. El primer és doncs real, el segon fictici. Per tant, el present del subjuntiu s'utilitza per a explicar fets imaginats que encara no s'han esdevingut. És a dir, el present del subjuntiu expressa un fet previst però que encara no s'ha produït en el moment en què hom està parlant.

## Valors del Subjuntiu Present

### Valor de base del subjuntiu present
El subjuntiu present és un temps verbal que indica un present irreal. Són exemples les frases que tot seguit es presenten:
1. La noia camina pel carrer a l'espera que surti el sol
2. La caravana necessitarà ser revisada abans que marxin de viatge

Als exemples hi ha clarament un esdeveniment irreal. La noia (1) espera que surti el sol perquè no sap si sortirà o no. És una incertesa, un fet pensat, un desig que podria fer-se real o no. Tot dependrà de la natura. La caravana (2), per la seva banda, s'utilitzarà per a un proper viatge però com que aquest està subordinat a la revisió que hauria de passar, l'esdeveniment esdevé incert, per tant, desitjat i/o irreal. És un fet pensat: els propietaris de la caravana han pensat que caldria passar per una revisió abans d'anar-se'n de viatge.
Dit d'una altra manera més entenedora, el subjuntiu present expressa un:
- Fet o acció pensada dins del present
- Fet o acció imaginada dins del present

### Oracions subordinades relatives
El present del subjuntiu s'aplica de forma general després d'un relatiu, la major part dels casos amb un "que". Els relatius possibles en català són:
- què
- que
- qui
- on
- el qual (i tots els derivats)

El relatiu és dins la sintaxi un mot que permet construir frases més complexes. En aquest cas introdueix una frase subordinada. Les frases subordinades es construeixen a partir d'una oració principal i d'una altra oració que és secundària i que no pot existir sense la primera oració. Vegem-ne alguns exemple:
La mare avisa els nens que facin els deures si volen sortir de casa
A l'exemple anterior tenim les dues oracions subratllades i el relatiu "que" en negre més fosc. La primera oració és la principal. Podem prescindir de la resta, és a dir, del relatiu i de la segona oració. La frase continuaria tenint sentit. En canvi, la segona oració no té cap mena de sentit tota sola i per això parlem d'una oració subordinada. El llaç que les uneix totes dues és el relatiu: que. 
Nota: a banda, l'exemple anterior permet entendre el valor del Subjuntiu Present. Els nens encara no han fet els deures i, per tant, el verb "fer" es conjuga al Subjuntiu Present per deixar constància que tenim un esdeveniment encara no esdevingut, imaginat o desitjat dins d'un marc cronològic que situa aquesta acció de "fer deures" al present.
Cal, però, parar molta atenció amb l'esdeveniment que hem de conjugar. Si aquest presenta un fet segur, cert i real, llavors caldrà emprar el Present de l'Indicatiu, tal com presentem a l'exemple que segueix:
Està clar que vindrà demà
Malgrat que hi tenim dues oracions i un relatiu (negre fosc) el verb que introdueix l'acció (subratllat) és segur: demà, sabem que "vindrà". Ara bé, si transforméssim aquesta mateixa frase en una oració negativa aquesta certesa o seguretat desapareixeria completament i per això té tot el seu sentit introduir-hi el subjuntiu present, tal com es pot apreciar tot seguit:
No està clar que vingui demà
Es conclou que el fet de tenir un relatiu davant una primera oració no porta la següent oració a ser conjugada obligatòriament al subjuntiu. La conjugació dependrà de la realitat de l'acció. Una acció real s'introdueix amb l'indicatiu i una de no real s'introdueix amb un subjuntiu.

### Construccions impersonals
Una construcció impersonal és una frase que manca de persona. Serveix per a indicar dubtes, fets necessaris, probabilitats o incerteses. El subjuntiu present té diverses formes de fer servir la construcció impersonal.
1. que + verb + coordinatiu + complement

L'estructura anterior ens serviria per a fer saber ordres a una persona concreta sense introduir-hi una oració principal. S'inicia directament amb una subordinació que introdueix una acció seguida d'un coordinatiu (o, si, i, etc). Vet ací un exemple:
Que facin els deures o no sortiran de casa per jugar
El verb és conjugat al present del subjuntiu perquè els deures encara no s'han fet. No sabem qui està donant l'ordre. El -que manca d'una oració principal però la coordinació amb -o i el context mateix no fan necessari l'ús d'una oració principal. El conjunt permet donar l'ordre als nens de fer els deures si volen sortir de casa. Una altra construcció consisteix en:
2. Verb SER + adjectiu + relatiu + oració al subjuntiu 

L'estructura presenta un adjectiu que no es refereix a cap persona en concret i per aquest motiu el verb es conjuga a la tercera persona del singular. Li segueix estretament un relatiu que marca la separació entre l'oració principal i la subordinada. En aquest cas cap de les dues oracions pot viure tota sola. L'una necessita l'altra tal com es pot apreciar en aquest exemple.
És important que facis esport per millorar la teua salut
El verb ser es conjuga al present i no se li atorga cap persona. Per això podem parlar d'una construcció impersonal. És seguit per l'adjectiu "important" que forma part integrant de la primera oració: és important. Aquesta introdueix el relatiu "que" per tal de donar pas a l'oració subordinada. La subordinada està conjugada al subjuntiu present perquè encara no s'ha realitzat esport. És un pensament que caldria portar a terme però com que en el moment de parlar-ne encara no s'ha realitzat, és necessari conjugar-lo al present del subjuntiu. Alhora el verb es troba al present. L'acció no és passada ni futura. És present. D'ací que parlem de Present del Subjuntiu.

Tot seguit es llisten les estructures més habituals:
| desitjar que caldre que seria bo que és una llàstima que és del tot dubtós que | és útil que no és gens dubtós que és essencial que és important que és possible que | és preferible que és (poc) probable que és (poc) just que és necessari que és obligatori que | és possible que és estrany que és l'hora que sembla que | és possible que és estrany que és l'hora que sembla que |

És important remarcar que en català es pot conjugar el verb de la primera oració al condicional present. És d'ús recurrent aquesta fórmula quan hom pretén ser amable i demanar quelcom a algú amb més cortesia.
Seria important que vagis a verificar-ho abans no tinguis problemes

### Oracions subordinades completives
Les oracions completives són oracions subordinades introduïdes per una conjunció. L'estructura que sorgeix a partir de les oracions completives introdueix de forma molt recurrent un verb acompanyat per un relatiu. El verb o acció en qüestió expressa desig, voluntat, ordre, dubte, sentiments, etc.
N'és un exemple aquesta frase:
Desig que vinga ràpidament a signar el contracte de treball
En aquesta frase el verb d'acció (venir) és introduït per un altre verb (desitjar) que no fa altra cosa que donar caràcter de probabilitat al conjunt de l'esdeveniment. Per això cal conjugar el verb d'acció (subratllat) al subjuntiu present. La persona no sap si vindrà. Desitja que sigui així i que allò passi però en cap moment té cap mena de seguretat al seu voltant.
Tot seguit llistem algunes de les estructures més habituals:
| agradar que apreciar que esperar-se (a) que consentir que defensar que | desitjar que voler que dubtar que estar content que ser content que | saber greu que sorprendre's que empipar-se que enfurismar-se que estar sorprès que | estar trist que exigir que recomanar que ordenar que proposar que | oposar-se a que rebutjar que refusar que |

Convé notar que en català no afegim la preposició "de" abans del relatiu "que". Tot i que l'ús corrent i col·loquial porta el parlant a afegir-lo per influència del castellà, no és correcte afegir preposicions abans del relatiu.
| Tipus        | Significat                                      | Conjunció |
| ------------ | ----------------------------------------------- | --- |
| Completives  | sense significat                                | que, si, com |
| De lloc      | lloc                                            | on, allà on |
| De temps     | simultaneïtat, anterioritat, posterioritat, etc | quan, mentre, abans que (no), després que, fins que (no), des que, així que, tot seguit, que, tan bon punt, tan aviat, com, sempre que, cada volta que, cada vegada que, cada cop que, tota vegada que, etc |
| De manera    | mode                                            | com, com si, segons que, tal com, així com |
| Comparatives | condició, superioritat, inferioritat, etc       | si, si de cas, posat que, en cas que, mentre que, mentre, com més ... més, com menys ... menys, quan ... més, quan ... menys, menys ... que (no), pitjor ... que (no), etc                                  |
| Casuals      | causa                                           | perquè, com que, ja que, atès que, vist que, puis que, per tal com, a causa que |
| Finals       | Finalitat                                       | perquè, per tal que, a fi que |
| Concessives  | Finalitat                                       | encara que, malgrat que, a pesar que, per més que, tot i que, mal que |
| Consecutives | Conseqüència                                    | de manera que, tant ... que, tan ... que |

### Oracions d'exclamació
El parlant empra igualment el subjuntiu en oracions exclamatives. Són estructures amb una construcció moltes vegades en refrany introduïdes per un relatiu. Cada llengua posseeix les seves pròpies. Llistem tot seguit algunes de les més usuals en català:
- Tant debò que...
- Déu no vulgui que...
- Allà on vagi...
- Sigui com sigui...
- Qualsevol que...
- Aquell que vulgui que...
- El que vulgui que...
- Déu salvi...
- Déu vós guard(i)

S'han de conjugar al Subjuntiu Present perquè en exclamar-se no presenten cap fet real, sinó que es limiten a col·locar unes suposicions en l'aire. La suposició, "Déu no vulga que" o "Déu salvi", no és verídica: no sabem si Déu [metàfora] voldrà o no (salvar). No parlem de cap fet real.

## Formació del Subjuntiu Present

### Els pronoms personals
Els morfemes de persona són els que relacionen el verb amb una persona gramatical, generalment representada pels pronoms personals que l'acompanyen.
Ell canvia de texans tots els dies.
En català, els pronoms personals o morfemes de persona no són necessaris perquè la flexió verbal ja indica el gènere i el nombre. Per aquest motiu se solen elidir ben sovint, en llengua parlada com escrita. Tot i això, en cas de necessitar posar èmfasi o donar més rellevància a la persona gramatical, hom acostuma a no dispensar-los.
Jo toco piano totes les tardes. -> Toco piano totes les tardes.
Ella té classes de piano totes les tardes. -> Té classes de piano totes les tardes.
Els pronoms personals en català són els següents:
| Pronom personal | Persona | Nombre   |
| --------------- | ------- | -------- |
| Jo              | 1a      | singular |
| Tu              | 2a      | singular |
| Ell / Ella      | 3a      | singular |
| Nosaltres       | 1a      | plural   |
| Vosaltres       | 2a      | plural   |
| Ells / Elles    | 3a      | plural   |

En particular, la segona persona, en català, posseeix tres graus de tractament els quals fan variar el verb. A la pràctica, és a dir, en llengua parlada, els tractaments no formals són d'ús molt recurrent i habitual mentre que es dona preferència a les formes formals en l'escrit. I encara dins la llengua escrita, s'acostuma a prioritza en administració les formes en "vós" perquè permet no distingir el gènere.
| Pronom personal | Verb                    | Exemple                                                         |
| --------------- | ----------------------- | --------------------------------------------------------------- |
| Tu              | 2a singular             | Portes un jersei nou!                                           |
| Vostè / Vostès  | 3a singular / 3a plural | Faci'm el favor... / Ens podrien confirmar la seua assistència? |
| Vós             | 2a plural               | Ompliu els requadres en blanc amb la forma correcta             |

### Les conjugacions
El català és una llengua flexionada de forma que els verbs presenten un lexema verbal (o arrel) que expressa el contingut lèxic del verb i es repeteix en totes les formes dels verbs regulars. Els morfemes verbals, en canvi, presenten variació ja que expressen, en una mateixa desinència, el nombre, la persona, el temps i el mode.
| Verb        | Lexema verbal | Morfema verbal |
| ----------- | ------------- | -------------- |
| estudio     | estudi-       | -o             |
| descobreixo | descobr-      | -eixo          |
| perdo       | perd-         | -o             |

En conseqüència, els verbs es conjuguen en funció de les seves conjugacions o morfemes verbals d'arrel.
- Verbs acabats en -AR (1a conjugació)
- Verbs acabats en -ER o -RE (2a conjugació)
- Verbs acabats en -IR (3a conjugació)

Els verbs de la tercera conjugació poden ser purs o incoatius. Els verbs purs són els que segueixen el model regular de conjugació mentre que els incoatius afegeixen l'increment -eix o -ix segons la variant dialectal entre el lexema verbal i la terminació de la primera, segona, tercera persones del singular i la tercera del plural.
Obro la porta (pur)
Floreixen les flors del jardí (incoatiu)
Finalment, els verbs dur i dir són considerats verb de la segona conjugació, és a dir, es conjuguen segons el model regular de la segona conjugació, tot i presentar lexemes verbals irregulars.

### Construcció del Present del Subjuntiu

#### Els verbs regulars
| Persona      | 1a conj. -AR | 2a conj. -RE o -ER | 3a conj. (purs) | 3a conj. (incoatius) |
| ------------ | ------------ | ------------------ | --------------- | -------------------- |
| Jo           | -i           | -i                 | -i              | -eixi                |
| Tu           | -is          | -is                | -is             | -eixis               |
| Ell / Ella   | -i           | i                  | i               | -eixi                |
| Nosaltres    | -em¹         | -em¹               | -im             | -im                  |
| Vosaltres    | -eu¹         | -eu¹               | -iu             | -iu                  |
| Ells / Elles | -in          | -in                | -in             | -eixin               |

En català de les Illes Balears, les formes regulars del subjuntiu presenten els verbs incoatius amb vocals velades (ex.: jo partesqui en lloc de parteixo). Alhora els verbs venir i tenir es conjuguen amb la vocal -e a l'arrel (ex.: jo tengui, tu tenguis, ell tengui; jo véngui, tu vénguis, ell véngui, etc).
En català del País Valencià i de les Illes Balears, els verbs ser, voler, fer i poder, a més de servir-se de les formes amb les terminacions amb -i (sigui, siguis, sigui, etc), també poden fer servir les formes següents:
| Persona      | Ser         | Voler   | Fer   | Poder  |
| ------------ | ----------- | ------- | ----- | ------ |
| Jo           | siga        | vulga   | faça  | puga   |
| Tu           | sigues/sies | vulgues | faces | pugues |
| Ell / Ella   | siga/sia    | vulga   | faça  | puga   |
| Nosaltres    | sigam/siam  | vulguem | facem | puguem |
| Vosaltres    | sigau/siau  | vulgueu | faceu | pugueu |
| Ells / Elles | siguen/sien | vulguen | facen | puguen |

Alhora, els verbs de la 3a conjugació acudir, afegir, cenyir, fregir, llegir, mentir, teixir, tenyir i vestir incrementen un -esc en lloc d'-eix (ex.: jo mentesqui en lloc de menti, etc.).
A la variant nord-occidental, les formes del present del subjuntiu poden variar segons la zona i presentar alternances vocàliques en -a, -e o -o (ex.: tu saltes o saltos en lloc de saltis, etc; ella tema o temo en lloc de temi, etc). A més, les formes incoatives poden presentar l'elisió de la -e continguda a -eix (ex.: jo servixa, tu servixes, etc) o bé una formació en so velar (ex.: jo servisca, tu servisques, ell servisca, etc). Altres fan variar el so velar en -isc per dues -s (ex.: jo servissa, tu servisses o tu servissos, etc).
A la variant del País Valencià la forma regular del català central acabada en -i del subjuntiu present, es canvia per una -e o -a de forma que la taula hauria de quedar de la següent manera:
| Persona      | 1a conj. -AR | 2a conj. -RE o -ER | 3a conj. (purs) | 3a conj. (incoatius) |
| ------------ | ------------ | ------------------ | --------------- | -------------------- |
| Jo           | -e           | -a                 | -a              | -isca                |
| Tu           | -es          | -es                | -es             | -isques              |
| Ell / Ella   | -e           | a                  | a               | -isca                |
| Nosaltres    | -em          | -em                | -im             | -im                  |
| Vosaltres    | -eu          | -eu                | -iu             | -iu                  |
| Ells / Elles | -en          | -en                | -en             | -isquen              |

Els incoatius en valencià prenen l'estructura de so velar en -isc, la qual cosa inclou la dièresi sobre la -i d'agrair (ex.: agraïsca). Són, però, diferents les conjugacions d'afegir, engolir, fregir, llegir, oir, renyir, tenyir, teixir i vestir que conjuguen només amb una vocal fricativa -j (ex.: jo afig, tu afiges, ell engula, tu friges, ella frija, jo llija, tu lliges, jo vista, tu vistes, etc).

#### Els verbs irregulars
Les irregularitats en valencià es presenten, majoritàriament, en:
- el morfema o la desinència verbal (envi-ar)
- el lexema verbal o radical verbal (beu-re)

Però també hi ha verbs que presenten irregularitats tant en el lexema com en el morfema. De forma general,
- els verbs acabats en vocal porten dièresi a les terminacions -i, -is, -in (ex.: canviï, estudiï, enviï)¹
- els verbs de la 2a i 3a conjugació que no tenen una -o final a la 1a persona singular del Present de l'Indicatiu, per regla general, afegeixen un so velar representat per -c, -g o -gu (ex.: vingui, conegui, etc)
- el verb viure és un cas a part ja que substitueix la -u del lexema per -squ (ex.: visqui, visquem, visquin, etc)

Alguns verbs alternen algunes de les seves vocals en el lexema (són els verbs d'alternança vocàlica):
- els verbs jeure, néixer (o nàixer), treure (o traure) i péixer fan les formes tòniques en -e (ex.: jegui, neixi) a la varietat catalana central, nord-occidental i septentrional
- els verbs collir, cosir, escopir, sortir i tossir canvien la -o per una -u (ex.: cusi)
- els verbs poder i voler tenen un lexema en -u (ex.: pugui, vulgui)

A la forma dialectal valenciana existeixen algunes irregularitats:
- els verbs saber i cabre es conjuguen jo sàpia, tu sàpies, ell sàpia, etc; jo càpia, tu càpies, ell càpia, etc
- els verbs obrir, dormir i córrer es conjuguen amb una -g en registres col·loquials com ara jo òbriga, tu òmpligues o ell córrega
- els verbs que tenen una forma en -jo al present de l'indicatiu (jo naixo, etc) acaben en so velar -sc (ex: jo cresca, tu nasques, etc)

En darrer lloc, els verbs ser, ésser i estar són dos verbs irregulars per regla i, per tant, presenten formes molt diverses a totes les persones.
| Ser o Ésser         | Estar                 |
| ------------------- | --------------------- |
| (jo) sigui          | (jo) estic            |
| (tu) siguis         | (tu) estiguis         |
| (ella) sigui        | (ell) estigui         |
| (nosaltres) siguem² | (nosaltres) estiguem¹ |
| (vosaltres) sigueu² | (vosaltres) estigueu¹ |
| (ells) siguin       | (elles) estiguin      |

¹A les formes balears la -e és alterada per una -a (ex.: estigau, sigau, estoltau, etc).